# Frameprothese

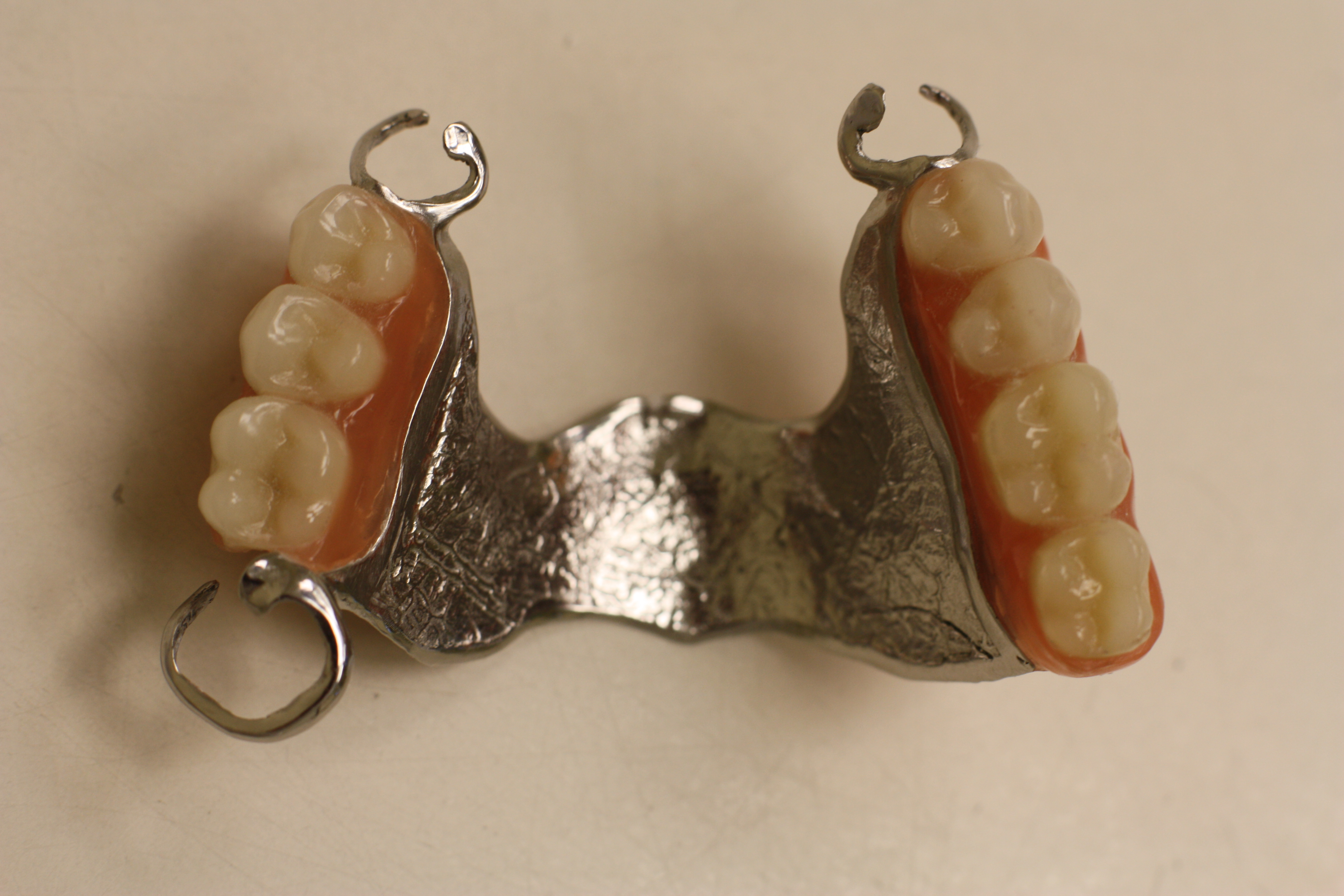
Frameprothese bovenkaak

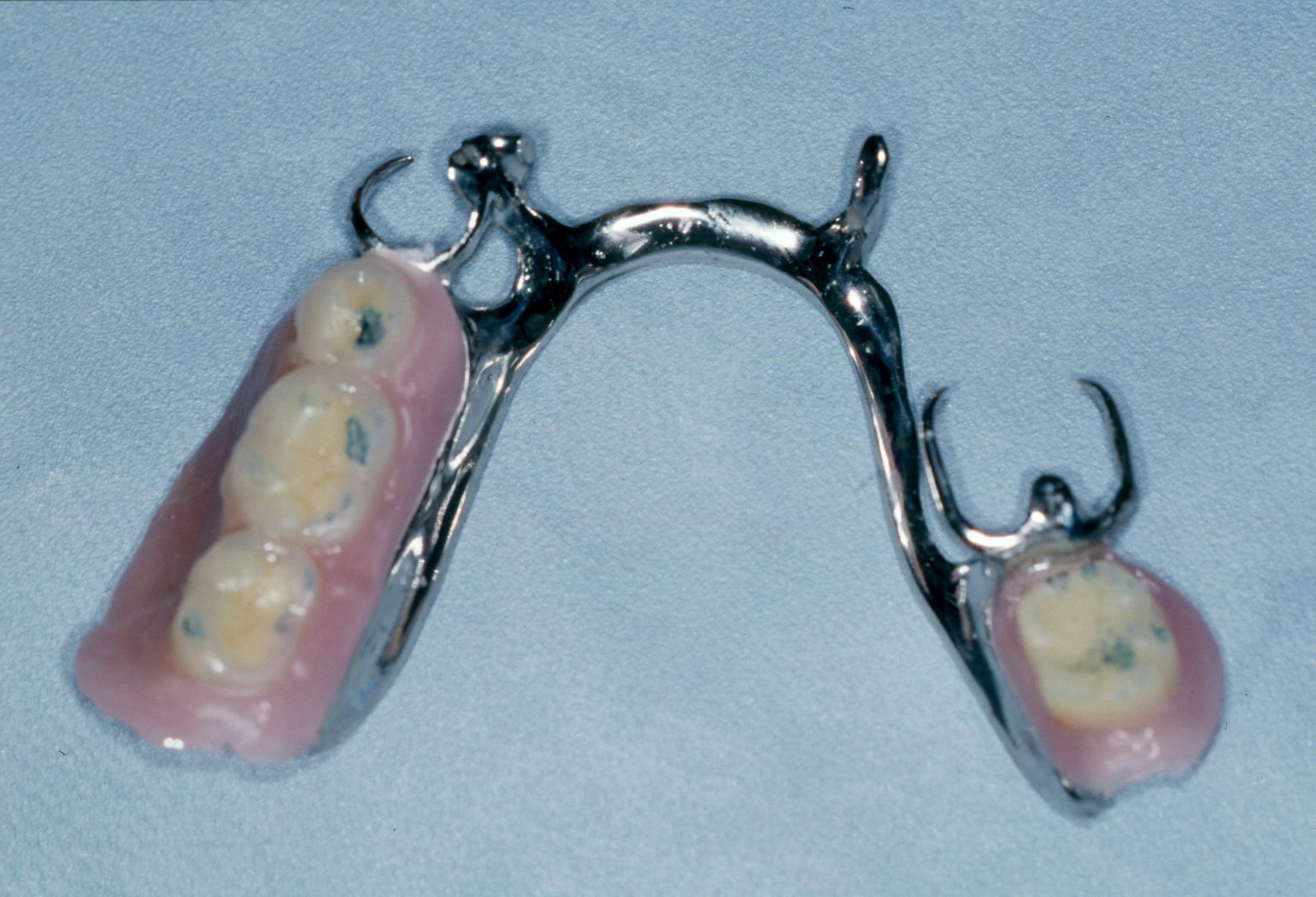
Frameprothese onderkaak

Een frameprothese of een gegoten prothese in de tandheelkunde is een prothese die wordt vervaardigd door een tandtechnicus. Deze  basisprothese wordt meestal gegoten in een chroom-kobalt legering.
De delen van een frameprothese zijn: 
- de major connector, de beugel die rust op het palatum in de bovenkaak of tegen de tandenkam in de onderkaak);
- de minor connector, de verbinding tussen de major connector en de klemmen;
- de klemmen, die de natuurlijke tand voor minstens 180° moeten omvatten;
- de occlusale steunen, deze liggen boven op de tanden en zijn verbonden met de klemmen. Dit dient om te voorkomen dat de prothese in het slijmvlies wegzakt en schade veroorzaakt.

## Waar is de frameprothese van gemaakt?
De frameprothese is gemaakt van metaal. Op het metaal is een tandvleeskleurige kunsthars aangebracht. Hierop worden de kunsttanden of -kiezen geplaatst. De frameprothese rust voornamelijk op een deel van de overgebleven tanden of kiezen. De tandarts kan de frameprothese op twee manieren bevestigen. een ervan is met metalen ankertjes die een paar tanden of kiezen klemmen of met een soort slotje. Bij een slotje wordt de ene kant vastgemaakt aan een kroon, tand of kies en de andere kant zit vast aan de frameprothese zelf. De frameprothese kan op die manier in het slotje geschoven worden. Het slotje zit meestal aan de binnenkant van de tanden en kiezen en is dus niet vanaf de buitenkant zichtbaar. Ankertjes zijn vaak wel zichtbaar.
Voordelen frameprothese:
- De frameprothese zit goed vast, wat het eet gemak veraangenaamd.
- Geen plaat die rust op het gehemelte, wat zorgt voor meer comfort.
- De ankers, ook wel haakjes genoemd, waaraan de prothese vastzit zijn dusdanig ontworpen dat voedsel minder snel blijft plakken.

Nadelen frameprothese:
- Bij een frameprothese is het doel om zoveel mogelijk de rest van de tanden en kiezen te behouden, wat het moeilijker maakt om kiezen erbij te plaatsen.
- Een frameprothese is over het algemeen duurder dan andere soorten protheses.[2]